# مهدی اسدی
مهدی اسدی (زاده ۱۳۵۲ در تهران) بازیگر و صدابردار ایرانی است. آغاز کار وی در سینما با بازی در فیلم «بهار» ابوالفضل جلیلی در سال ۱۳۶۴ بود که به خاطر این فیلم برنده دیپلم افتخار بهترین بازیگر نوجوان از چهارمین دوره جشنواره بین‌المللی فیلم فجر شد.

## کارنامه

### هنرپیشگی
- فیلم سینمایی مستطیل قرمز (۱۳۹۵)
- یک داستان واقعی (۱۳۷۴)
- مرد ناتمام (۱۳۷۱)
- شیرک (۱۳۶۶)
- گال (۱۳۶۵)
- بهار (۱۳۶۴)

### صدابرداری
- گل یا پوچ (۱۳۸۶)
- پروانه‌ها بدرقه می‌کنند (۱۳۸۱)

## جوایز
برنده دیپلم افتخار بهترین بازیگر نوجوان و خردسال دوره ششم جشنواره فیلم فجر برای فیلم «شیرک» (۱۳۶۶)
برنده لوح زرین بهترین بازیگر نوجوان و خردسال دوره چهارم جشنواره فیلم فجر برای فیلم «بهار» (۱۳۶۴)